# 松浦寿夫
松浦 寿夫（まつうら ひさお、1954年9月 - ）は、日本の画家、フランス美術史研究者。
多摩美術大学客員教授、東京外国語大学名誉教授。

## 略歴
- 1978年3月　東京外国語大学外国語学部フランス語学科卒業
- 1980年3月　同大学院外国語学研究科修士課程修了
- 1982年3月　東京大学大学院人文科学研究科比較文学比較文化専攻修士課程修了
- 1988年9月　同博士課程単位取得退学
- 1988年10月 東京外国語大学外国語学部講師
- 1990年4月　同 助教授
- 2002年4月　同 教授
- 2009年4月　東京外国語大学総合国際学研究院 言語文化部門 文化研究系 教授（大学院重点化に伴う配置換え）
- 2018年3月　東京外国語大学定年退職、名誉教授
- 2018年4月　武蔵野美術大学 教授

## 共編著
- 『モデルニテ3×3』（小林康夫,松浦寿輝共著、思潮社、1998年）
- 『絵画の準備を！』（岡崎乾二郎共著、朝日出版社、2005年）

### 翻訳
- ティエリー・ド・デューヴ『芸術の名において デュシャン以後のカント/デュシャンによるカント』松岡新一郎共訳　青土社　2002
- ジャン・クレール『クリムトとピカソ、一九〇七年 裸体と規範』水声社　2009

| スタブアイコン | サブスタブ | この項目は、まだ閲覧者の調べものの参照としては役立たない、人物に関連した書きかけの項目です。この項目を加筆・訂正などしてくださる協力者を求めています（P:人物伝/PJ:人物伝）。 |